# Korop
Korop – osiedle typu miejskiego w obwodzie czernihowskim Ukrainy, siedziba władz rejonu koropskiego.

## Historia
Osiedle typu miejskiego od 1924.
Podczas okupacji hitlerowskiej, we wrześniu 1941 roku Niemcy utworzyli getto dla żydowskich mieszkańców. Przebywało w nim około 300 osób.W lutym 1942 roku Niemcy zlikwidowali getto, a Żydów zamordowali. 
W 1989 liczyło 5745 mieszkańców.
W 2013 liczyło 5486 mieszkańców.